# Аннебу
Аннебу (норв. Andebu) — коммуна в губернии Вестфолл в Норвегии. Административный центр — город Аннебу. Официальный язык — букмол. Население на 2007 год составляло 5177 чел. Площадь — 185,91 км², код-идентификатор — 0719.

## История населения коммуны

Статистика коммуны Аннебу

Население за последние 60 лет.